# Anastasiya Korolyova
Anastasiya Korolyova (Анастасия Королëва, ur. 26 czerwca 1983) – uzbecka pływaczka, uczestniczka Letnich Igrzysk Olimpijskich w Sydney.

## Występy na igrzyskach olimpijskich
Anastasiya Korolyova wystąpiła tylko raz na igrzyskach olimpijskich w Sydney. Wystartowała na dystansie 200 m stylem klasycznym. Uzyskała czas 2:43,23 m i zajęła 4. miejsce w swoim biegu eliminacyjnym. Nie zdołała awansować do dalszej rywalizacji. Została sklasyfikowana łącznie 35. miejscu.